# Salvador (Puig Antich)
Salvador es una película española dirigida por Manuel Huerga en 2006 y protagonizada por Daniel Brühl. Basada en el libro Cuenta atrás. La historia de Salvador Puig Antich, de Francesc Escribano, la película reconstruye los últimos años, la detención, el proceso y la ejecución por medio de garrote vil de Salvador Puig Antich el 2 de marzo de 1974. Ganó el Goya al Mejor guion adaptado, firmado por Lluís Arcarazo.

## Sinopsis
A finales de la dictadura franquista, un grupo anarquista conocido como Movimiento Ibérico de Liberación (MIL) se dedica a cometer atracos con el fin de conseguir fondos para sus actividades en contra de la dictadura. Pero todo cambia cuando en medio de un tiroteo fallece un policía y el acusado es uno de sus miembros: Salvador Puig Antich (Daniel Brühl). Juzgado por un Consejo de Guerra que hizo desaparecer pruebas, Salvador fue sentenciado a muerte e hizo lo posible por demostrar su inocencia.

## Reparto
- Daniel Brühl: Salvador Puig Antich
- Tristán Ulloa: Oriol Arau (abogado de Salvador)
- Leonardo Sbaraglia: Jesús Irurre (funcionario de prisiones)
- Leonor Watling: Montse Plaza (el gran amor de Salvador)
- Íngrid Rubio: Margalida (la última novia de Salvador)
- Celso Bugallo: Padre de Salvador
- Mercedes Sampietro: Madre de Salvador
- Olalla Escribano: Imma Puig (hermana de Salvador)
- Carlota Olcina: Carme Puig (hermana de Salvador)
- Roydiel Robledillo: Hijo de Jesús Irurre (funcionario de prisiones)
- Bea Segura: Montse Puig (hermana de Salvador)
- Andrea Ros: Merçona Puig (hermana de Salvador)
- Jacob Torres: Santi Soler (niño)
- Joel Joan: Oriol Solé
- Pablo Derqui: Jordi Solé
- Oriol Vila: Ignasi Solé
- Raül Tortosa: Quim Puig Antich (hermano de Salvador)
- Aida Folch: Marian «Quesita»
- Manuel Barceló: Pare José Lluís
- Joaquín Climent: Policía BPS 1
- Antonio Dechent: Policía BPS 2

## Comentarios
Participó, dentro de la sección «Una cierta mirada», en el Festival de Cine de Cannes de 2006. El 15 de septiembre de 2006, la Academia de las Artes y las Ciencias Cinematográficas de España eligió Salvador junto con otras dos películas (Alatriste y Volver) como candidata para competir por el puesto de representante española en los Oscar.

## Polémica sobre su veracidad histórica
Tanto esta película como el libro en el que se basa han recibido fuertes críticas por parte de antiguos militantes del MIL, compañeros de militancia de Salvador, que afirman que vacían de contenido político el personaje de Puig Antich, al tiempo que se dignificaría falsamente la imagen de su carcelero, al juez militar y a la Brigada Político-Social de la policía franquista.

## Premios
XXI edición de los Premios Goya
| Categoría                     | Persona                              | Resultado |
| ----------------------------- | ------------------------------------ | --------- |
| Mejor película                | Mejor película                       | Nominada  |
| Mejor director                | Manuel Huerga                        | Nominado  |
| Mejor actor protagonista      | Daniel Brühl                         | Nominado  |
| Mejor actor de reparto        | Leonardo Sbaraglia                   | Nominado  |
| Mejor guion adaptado          | Lluís Arcarazo                       | Ganador   |
| Mejor música original         | Lluís Llach                          | Nominado  |
| Mejor fotografía              | David Omedes                         | Nominado  |
| Mejor montaje                 | Santi Borricón Aixalà                | Nominados |
| Mejor dirección de producción | Bernat Elias                         | Nominado  |
| Mejor sonido                  | Alastair Widgery Calleja James Muñoz | Nominados |
| Mejores efectos especiales    | Juan Ramón Molina Ferran Piquer      | Nominados |

Medallas del Círculo de Escritores Cinematográficos de 2006
| Categoría            | Candidatos              | Resultado |
| -------------------- | ----------------------- | --------- |
| Mejor actor          | Daniel Brühl            | Nominado  |
| Mejor montaje        | Aixalà y Santi Borricón | Nominados |
| Mejor música         | Lluís Llach             | Nominado  |
| Mejor guion adaptado | Luis Arcarazo           | Ganador   |

51.ª edición de los Premios Sant Jordi
| Categoría                                    | Resultado |
| Rosa de Sant Jordi a mejor película española | Ganadora  |

Premios Ondas
| Año  | Categoría                      | Resultado |
| ---- | ------------------------------ | --------- |
| 2006 | Premio Cinemania Manuel Huerga | Ganador   |

Toulouse Cinespaña
| Año  | Categoría                            | Resultado |
| ---- | ------------------------------------ | --------- |
| 2006 | Premio de la audiencia Manuel Huerga | Ganador   |
| 2006 | Violette d'Or Manuel Huerga          | Nominado  |

Fotogramas de plata
| Año  | Categoría                        | Resultado |
| ---- | -------------------------------- | --------- |
| 2007 | Mejor actor de cine Daniel Brühl | Nominado  |

Unión de Actores
| Año  | Categoría                                            | Resultado |
| ---- | ---------------------------------------------------- | --------- |
| 2007 | Protagonista Cine - Categoría Masculina Daniel Brühl | Nominado  |
| 2007 | Reparto Cine - Categoría Femenina Ingrid Rubio       | Nominada  |

Flanders International Film Festival
| Año  | Categoría     | Resultado |
| ---- | ------------- | --------- |
| 2006 | Manuel Huerga | Nominado  |